# 5598 Карлмюррей
5598 Карлмюррей (5598 Carlmurray) — астероїд головного поясу, відкритий 8 серпня 1991 року.
Тіссеранів параметр щодо Юпітера — 3,660.